# Casa de Marcial (Quirinal)
Casa de Marcial (em latim: Domus Martialis) foi a residência do escritor romano do século I Marcial no monte Quirinal, em Roma, próximo ao Templo de Quirino. Situava-se sobre um clivo que levava do Templo de Flora ao Velho Capitólio, ambos no Quirinal. Segundo o próprio Marcial era possível avistar de sua residência o Pórtico de Vipsânia com sua plantação de loureiros e uma porta vizinha, talvez a Porta Quirinal. O autor provavelmente teria habitado em alojamentos em Ad Pirum antes da edificação de sua casa.